# 北陸地域証券投資推進検討会議
北陸地域証券投資推進検討会議は、北陸3県の18証券で組織された任意組織である。
北陸3県に本社を置く証券会社9社（今村証券、しん証券さかもと、竹松証券、石動証券、島大証券、新林証券、頭川証券、益茂証券、三津井証券）と、北陸3県に支店を置く証券会社9社（岩井コスモ証券、SMBC日興証券、岡三証券、大和証券、東海東京証券、野村證券、みずほ証券、三菱UFJモルガン・スタンレー証券、リテラ・クレア証券）により組織される。

## 石川県

### 今村証券
1921年（大正10年）創業の石川県金沢市に本社を置く北陸地方最大手の独立系証券会社（北陸3県10店舗）である。2014年東京証券取引所JASDAQ市場上場（証券コード7175）。2021年営業収益49億円、当期純利益12億円。詳細は今村証券を参照。

### しん証券さかもと
株式会社しん証券さかもと（しんしょうけんさかもと）は石川県金沢市に本店を置く日本の証券会社。石川県および富山県を地盤とする地場の証券会社である。2014年12月に坂本北陸証券株式会社から現商号に変更した。2009年6月に荒町証券を吸収合併する形で経営統合した。

#### 沿革
- 1907年（明治40年）1月 - 坂本商店創業。
- 1933年（昭和8年）8月26日 - 株式会社坂本商店設立。
- 1944年（昭和19年）4月 - 坂本証券株式会社に商号変更。
- 1974年（昭和49年）10月 - 北陸証券株式会社と合併し、坂本北陸証券株式会社に商号変更。富山県内に支店（高岡・南砺）開設。
- 2009年（平成17年）6月1日 - 荒町証券株式会社を吸収合併。
- 2014年（平成26年）12月1日 - 株式会社しん証券さかもとに商号変更。
- 2018年（平成30年）10月 - 本店を金沢市駅西本町へ移転。

#### 事業所
- 本店：石川県金沢市駅西本町1丁目11番24号
- 金沢営業部：石川県金沢市駅西本町1丁目11番24号
- 小松支店：石川県小松市浜田町口34番1
- 富山営業部：富山県富山市本町9番10号
- 高岡支店：富山県高岡市末広町6番の8
- 南砺支店：富山県南砺市福光6956番地
- 羽咋営業所：石川県金沢市羽咋市千里浜町ル2-18[5]

※富山営業部は旧荒町証券の店舗。
※小松支店は2011年12月9日に閉店していたが、再度開設されている。
※金沢営業部は本店との共同店舗。

### 竹松証券
竹松証券株式会社（たけまつしょうけん）は、石川県金沢市に本店を置く証券会社である。

#### 沿革
- 1929年（昭和4年）5月 - 創業。
- 1944年（昭和19年）10月9日 - 竹松証券株式会社を設立。
- 1998年（平成10年）12月 - 登録制の移行に伴い証券業の登録。
- 2007年（平成19年）9月 - 第1種金融商品取引業の登録。
- 2010年（平成22年）2月 - 私募債の取り扱い開始。
- 2016年（平成28年）2月19日 - 商品内容や発行会社の運営状況などを把握せずに、投資家らに「安全性の高い商品だ」と事実と異なる説明をしてレセプト債を販売していたとして証券取引等監視委員会が金融庁に対して竹松証券を処分するよう勧告した[8][9]。
  - 2月26日 - 上記勧告を受け、金融庁の委任を受けている北陸財務局は竹松証券を処分し、業務改善命令を出した[8]。
- 2019年（令和元年）5月20日 - 証券ジャパンに事業の一部を譲渡し、第一種金融商品取引業の登録を廃止。今後はレセプト債およびAR債等にかかる業務等を行う。5月20日以降の媒介、取次若しくは代理申込、募集若しくは売出しの取扱等の業務については、IFAである竹松投資アドバイザー株式会社が担う。[10][11]

## 富山県

### 石動証券
石動証券株式会社（いするぎしょうけん）は、富山県小矢部市に本店を置く証券会社である。創業以来の社是として「誠心誠意」を掲げ、「日本一良心的な証券会社」を目指している。

#### 沿革
- 1917年（大正6年） - 杉野商店として個人創業 [14]
- 1944年（昭和19年） - 石動証券有限会社へと改組商号変更
- 1948年（昭和23年） - 証券取引法により登録（登録番号　第384号）
- 1952年（昭和27年） - 石動証券株式会社へ組織変更
- 1968年（昭和43年） - 証券取引法により免許（免許番号　第8381号）
- 1998年（平成10年） - 証券取引法により登録（北陸財務局長(証)第8号）
- 2007年（平成19年） - 金融商品取引法により登録（北陸財務局長(金商)第2号）

出典

#### 店舗
- 石動本店 - 〒932-8512　富山県小矢部市本町2-1
- 高岡営業所 - 〒933-0871　富山県高岡市駅南5-10-1
- 福野営業所 - 〒939-1567　富山県南砺市福野1360-32

### 島大証券
島大証券株式会社（しまだいしょうけん）は、富山県富山市に本店を置く証券会社である。

#### 沿革
- 1909年（明治42年）4月 - 個人創業
- 1944年（昭和19年）7月 - 設立登記 資本金300千円
- 1968年（昭和43年）4月 - 登録制より免許制移行に伴い証券業免許取得
- 1998年（平成10年）12月 - 免許制より登録制移行に伴い証券業登録取得
- 2007年（平成19年）9月 - 金融商品取引法施行に伴い第一種金融商品取引業登録取得
- 2012年（平成24年）3月22日 - 富証券と経営統合[16] [17]2015年、非上場株式の取引制度「株主コミュニティ制度」を開始した[18]
- 2016年（平成28年）3月 - 資本金を1億円に無償減資

#### 店舗
- 富山本店：富山県富山市中央通り2丁目4番9号
- 黒部支店：富山県黒部市新牧野206番地

※堤町支店（閉店）

### 新林証券
新林証券株式会社（しんばやししょうけん）は、富山県富山市に本店を置く証券会社である。

#### 沿革
- 1953年（昭和29年）4月 - 新林証券株式会社設立、同年12月より営業開始

#### 店舗
- 本店：富山県富山市古鍛治町6丁目6-5
- 黒部支店：富山県魚津市中央通り1-3-27

### 頭川証券
頭川証券株式会社（ずかわしょうけん）は、富山県高岡市に本店を置く証券会社である。本店は富山県高岡市、営業拠点は本店、富山支店（富山市）、氷見支店（氷見市）の3店舗。後継者不在のため2019年には、これまで第三者割当増資を引き受けて資本参加していた証券ジャパンが、株式の約3分の2を取得し子会社化した。

#### 沿革
- 1910年（明治43年）4月 - 頭川株式店として創業
- 1944年（昭和19年）7月 - 頭川株式会社に組織変更
- 1993年（平成5年）4月 - 杉本証券と合併
- 2007年（平成19年）9月 - 金融商品取引法により登録

#### 店舗
- 本店：富山県高岡市守山町5-1
- 氷見支店：富山県氷見市幸町32-37
- 富山支店：富山県富山市中野新町2-4-8

## 福井県

### 益茂証券
益茂証券株式会社（ますもしょうけん）は、福井県を地盤とする証券会社である。2005年12月8日、全額出資の子会社「益茂ベンチャーキャピタル」を設立した。上場意欲のあるベンチャー企業に対して最大で3億円程度の投資を行う。2020年3月末現在の自己資本規制比率は472.2%。

#### 会社概要
- 創業 - 1873年（明治6年）
- 創立 - 1945年（昭和20年）1月
- 本社 - 福井県福井市中央3丁目5-1
- 提携先 - 岡三証券グループ
- 主要取引銀行 - 福井銀行、北陸銀行、福邦銀行、福井信用金庫

#### 店舗
- 本社・為替営業課 - 福井県福井市中央3丁目5-1
- 大野支店 - 福井県大野市弥生町3-11
- 鯖江支店 - 福井県鯖江市日の出町2-1
- 坂井支店 - 福井県坂井市春江町随応寺東35

#### 業務内容
- 有価証券の売買
- 有価証券の売買の媒介、取次および代理
- 有価証券の募集および売り出しの取扱い、累積投資業務に係る代理業務
- その他証券に関する業務
- 生命保険募集業務
- 有価証券の元引受業務

### 三津井証券
三津井証券株式会社（みついしょうけん）は、福井県を地盤とする証券会社である。2020年3月末現在の自己資本規制比率は894.9%。2017年6月、証券ジャパンが、これまで大株主だったみずほ証券株式会社から株式譲渡を受け子会社化した。2018年福井銀行、2019年にはトランビと業務提携契約を締結した。

#### 会社概要
- 創業 - 1938年（昭和14年）7月7日　三津井商店の商号で証券業を開始
- 創立 - 1945年（昭和20年）3月2日
- 本社 - 福井県福井市順化1-21-1　ニッセイ福井ビル
- 親会社 - 証券ジャパン
- 主要取引銀行[25] - 福井銀行、北陸銀行、福邦銀行、みずほ銀行、福井信用金庫、小浜信用金庫、敦賀信用金庫

#### 店舗
- 本社 - 福井県福井市順化1-21-1 ニッセイ福井ビル
- 武生支店 - 福井県越前市中央1-9-28 越前市中央ビル
- 小浜支店 - 福井県小浜市駅前町7-6

#### 業務内容
- 有価証券の貸借業務並びにその媒介および代理業務
- 信用取引に付随する金銭の貸付業務
- 保護預り有価証券担保貸付業務
- 有価証券に関する顧客の代理業務
- 金地金の売買又はその媒介、取次ぎ若しくは代理にかかる業務
- 保険業法第2条第22項に規定する、保険募集業務

など

## かつて存在した北陸の地場証券会社
- 荒町証券株式会社 (富山県富山市、坂本北陸証券（現・しん証券さかもと）と経営統合)
- 富証券株式会社 (富山県富山市、島大証券と経営統合)

## その他
- げんき一番(FBCラジオ) - 益茂証券は「今日の株式市場」で前場の市況を伝えていた。
- 北日本新聞ニュース（北日本放送） - 富山県内の証券会社8社（坂本北陸証券を含む）が共同でスポンサーになっていた。